# Тиро
Тиро (др.-греч. Τυρώ) — персонаж греческой мифологии. Возлюбленная Посейдона, жена Крефея, мать Пелия и Нелея.

## Происхождение
Тиро была дочерью Салмонея из рода Эолидов, царя основанного им самим города Салмония в Элиде. По отцу она происходила от Эллина и Прометея (в третьем и пятом коленах соответственно). Её матерью была Алкидика, дочь Алея, царя Аркадии.

## Биография

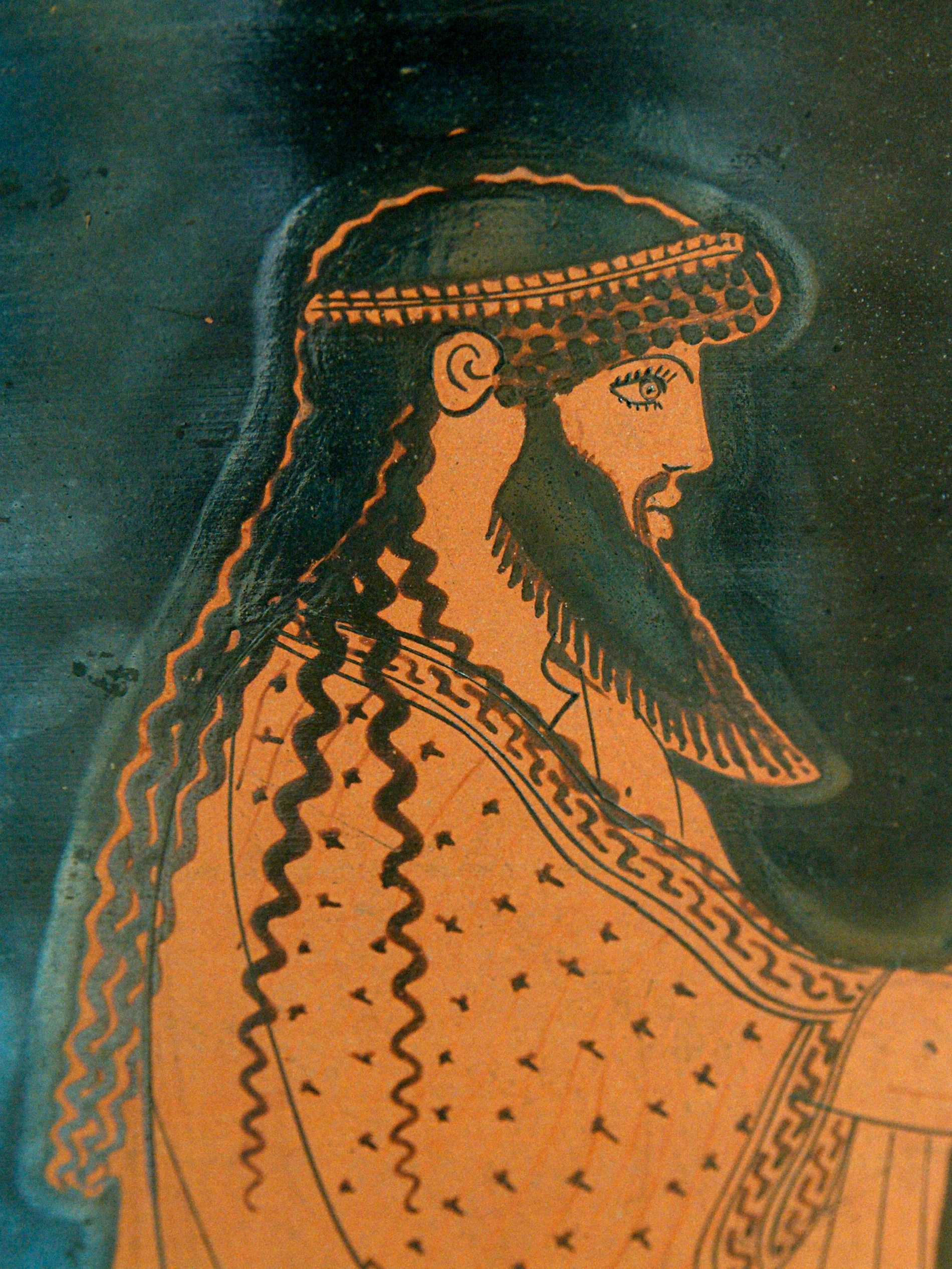
Посейдон

После гибели Салмонея, поражённого зевсовой молнией, Зевс отдал Тиро на воспитание царю Иолка, что в Фессалии, Крефею, приходившемуся ей родным дядей (по другой версии, сначала Тиро жила у ещё одного брата своего отца, Деионея). Царевна влюбилась в речного бога Энипея, но он не ответил ей взаимностью. Этим воспользовался Посейдон: соблазнённый красотой Тиро, он принял облик Энипея и овладел ею. От Посейдона Тиро родила близнецов Нелея и Пелия.
О дальнейших событиях античные авторы пишут по-разному. Согласно Ферекиду и Псевдо-Аполлодору, Тиро скрыла сам факт рождения сыновей: она бросила детей в поле, там их нашёл пастух и усыновил. Но Гомер сообщает, что Посейдон приказал Тиро растить сыновей с любовью, никому не говоря, кто их настоящий отец. Царевна вскоре вышла замуж за Крефея (согласно альтернативной версии, она уже была замужем, когда зачала от Посейдона), а близнецы были рождены во дворце и воспитаны как законные сыновья царя Иолка. Наконец, согласно Диодору Сицилийскому, Тиро родила близнецов открыто и рассказала, что это дети Посейдона; происходило это ещё при жизни Салмонея и в его царстве, и Салмоней не поверил дочери. Именно его скверное обращение с Тиро после этих событий стало причиной его гибели.
От Крефея Тиро родила ещё трёх сыновей — Эсона, Ферета и Амифаона. В последующие годы, по одной из версий, её жизнь омрачала некая Сидеро — или вторая жена Крефея, или мачеха Тиро, которая её всячески оскорбляла. Но Пелий и Нелей, став взрослыми, нашли свою мать и убили Сидеро.
Согласно одной из версий мифа, Тиро родила ещё двух сыновей от коринфского героя Сисифа и убила их — «согласно оракулу Аполлона» или «ради отца». Стефан Византийский пишет о дочери Тиро Фаланне, основавшей одноимённый город в Перребии.

## В культуре
Сохранилось сделанное Павсанием описание картины Полигнота в Дельфах, на которой Тиро сидит на скале в Аиде. Гомер в «Одиссее» называет Тиро одной из умнейших женщин наряду с Алкменой и Микеной (правда, все они, по мнению поэта, уступали Пенелопе). С чем связана столь высокая оценка, неизвестно.
Тиро стала главной героиней ряда античных пьес. В частности, это две одноимённые трагедии Софокла, от которых сохранился ряд фрагментов; неясно, были ли это две обработки одного сюжета или рассказы о двух разных эпизодах мифологической биографии. Тиро действует в полностью утраченных трагедиях Астидаманта и Каркина с тем же названием.